# Adelino Romero
Adelino Romero (Galicia, España; 1923-Buenos Aires, Argentina; 13 de julio de 1974) fue un empresario, dirigente sindical y político argentino. Integrante de la Asociación Obrera Textil (AOT) y secretario general de la CGT.

## Carrera
Romero viajó junto a su familia a la Argentina cuando tenía seis años. En sus comienzos, fue obrero metalúrgico. Trabajaba en la misma fábrica que lo hizo José Ignacio Rucci, quien lo antecediera en el máximo cargo de la central obrera, y otro secretario general de la UOM: Hilario Salvo.
En esos días, a raíz del despido, Adelino se pasó a los textiles, en la Algodonera de Villa Devoto. Esa firma formaba parte de una serie de empresas pertenecientes a Teubal, una especie de minimonopolio de la rama textil. Fue designado otra vez delegado.
A fines de 1952, pasó a desempeñar una importante función dentro del gremio textil, como secretario general de la rama algodón. Andrés Cismini, quien luego sería secretario general de la CGT Auténtica y candidato electo en las elecciones a gobernador del 18 de marzo de 1962 en la provincia de Buenos Aires, estaba a cargo del gremio.
En 1955 ya convertido en dirigente gremial conoce la cárcel, la miseria y la persecución. A la muerte de José Rucci, accede al primer plano de la conducción cegestiva.
Su función en el sindicato era tan importante como la de ser miembro de la comisión directiva. Es que los textiles, en la capital y el Gran Buenos Aires, no están organizados por seccionales sino por ramas. Y la más importante de éstas es la que estaba a cargo de Adelino, o sea la de algodón. El hecho se considera más valioso que formar parte como vocal de la conducción del gremio, por la cantidad de trabajadores agrupados en la industria y el contacto directo con los mismos que ese rol impone.
Fue un desconocido integrante de la comisión Directiva de Framini, quien sería en 1968 traicionado por su adjunto, Juan Carlos Loholaberry.
En 1970 logró acceder a la conducción total del sindicato, luego de un confuso proceso donde abundaron las denuncias mutuas que reflejaban, más allá de la seriedad de las acusaciones, el alto nivel de corrupción alcanzado por un sindicalismo que habla estado alguna vez estrechamente ligado con su pueblo.
Dicen que Adelino no quería asumir la jefatura de ya CGT en lugar de José Rucci. Habrían pesado en su temor las irregularidades cometidas frente de la AOT y las indecisiones con que siempre se caracterizó su actitud en los momentos más graves del movimiento obrero.

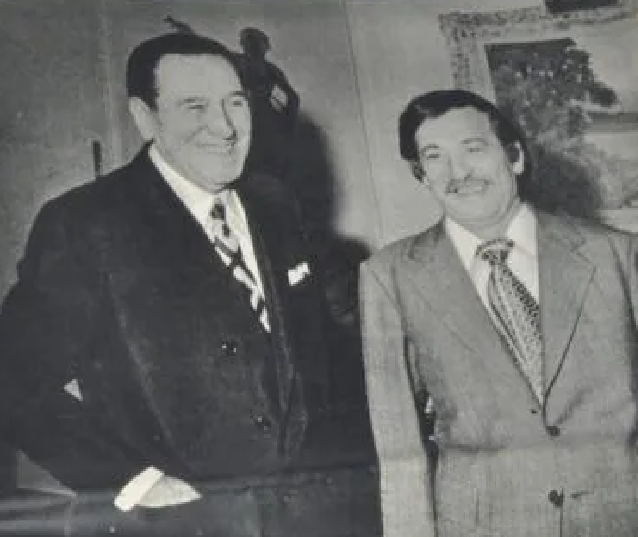
Adelino Romero (derecha) junto a Juan Domingo Perón.

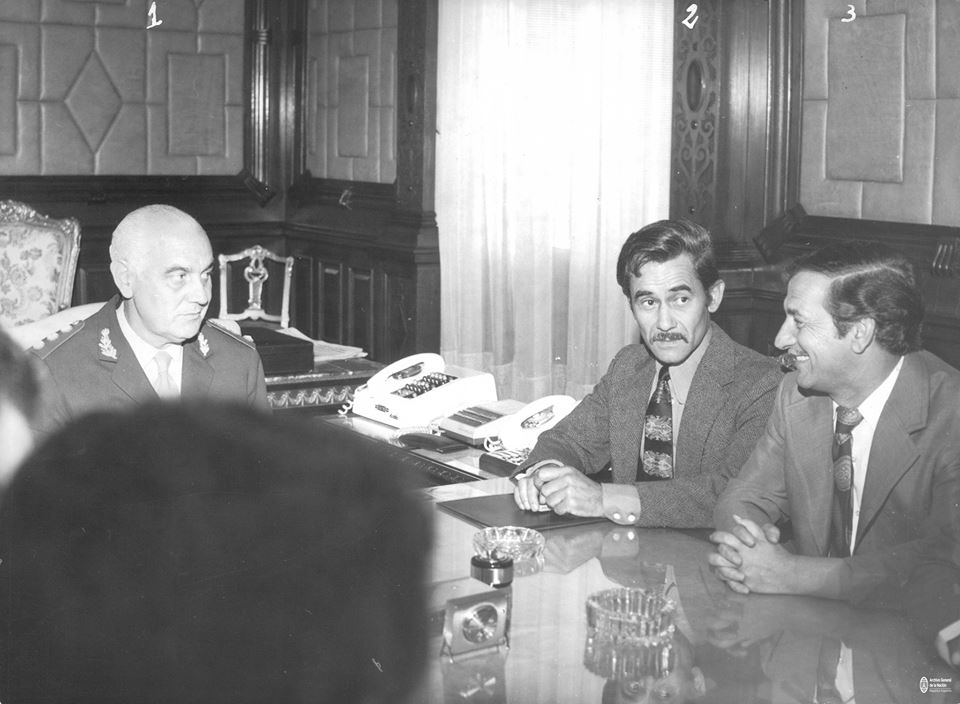
Adelino junto a José Ignacio Rucci y Agustín Lanusse, presidente (de facto) de la Argentina, en mayo de 1972.

En 1974, luego de la muerte de Perón, Romero, decretó por duelo un cese de actividades.

## Fallecimiento
Romero falleció el 13 de julio de 1974 a las 12.15 hs. Diez días antes había despedido los restos del general Juan Domingo Perón. Su deceso se produce 36 horas después de haber sido reelegido para el mismo cargo. En su velatorio se hicieron presentes allegador y amigos políticos como la entonces presidenta de la nación Estela Martínez de Perón. Tenía 51 años. Tras su inesperada y misteriosa muerte fue reemplazado en el cargo de secretario de la CGT por Raúl Ravitti.